# Acido agarico
L'acido agarico o Acido agaricinico o Acido laricinico è un acido resinoso e un principio attivo presente in alcuni funghi basidiomiceti quali gli appartenenti al genere Polyporus.

## Proprietà chimiche
L'acido agarico, come qualsiasi altro acido grasso, ha un carattere anfifilico. Esso significa che ha sezioni sia polari (gruppi ossidrilici) che apolari (la catena idrocarburica), e pertanto non è completamente solubile in solventi polari come l'acqua. È un acido tribasico, e quindi può donare fino a 3 ioni idrogeno (H+) ad altre basi in una reazione acido-base, come fanno altri acidi quali l'acido fosforico o l'acido citrico. Si tratta di un composto cristallino bianco, inodore ed insapore.

## Utilizzi
L'acido agarico è usato in medicina come agente anidrotico per fermare la sudorazione eccessiva in quanto paralizza le terminazioni nervose colinergiche delle ghiandole sudoripare del corpo umano. Per esempio aiuta ad evitare frequenti sudorazioni notturne dei pazienti tubercolosi. Inoltre, se assunto in dosi da 5 a 15 grammi, l'acido agarico induce il vomito negli esseri umani. In passato, l'acido agarico è stato usato come un irritante, un antidiarroico e riduttore delle secrezioni bronchiali.